# Långholmen, Västerås kommun
Långholmen är en ö i Mälaren i Ängsö socken i Västerås kommun, strax söder om Ängsö. Långholmen har en yta av 3,36 kvadratkilometer.
Långholmen har varit befolkad i flera hundra år; här har funnits flera torp och gårdar. En kvarn fanns tidigare på ön. 1660 bodde omkring åtta personer på ön och 1850 omkring 15 personer. Som flest invånare torde Långholmen ha haft under mellankrigstiden, för att sedan snabbt avfolkas; i slutet av 1960-talet fanns inga fastboende kvar. Sedan 1984 är dock gården Stora Långholmen åter permanentbostad. Därtill finns även ett antal torp kvar som fungerar som fritidshus.
Stora Långholmens mangårdsbyggnad är en gammal parstuga, dock kraftigt ombyggd under 1950-talet. Vid gården finns även ett flertal välbevarade ekonomibyggnader, huvudsakligen uppförda omkring 1800.